# Zwen
Zwen ist das zweite Studioalbum des deutschen Hip-Hop-Trios 257ers. Es erschien am 11. November 2010 und wurde am 10. Oktober 2014 über das Düsseldorfer Label Selfmade Records als Re-Edissn erneut veröffentlicht.

## Produktion
An der Produktion des Albums waren sieben verschiedene Produzenten beteiligt. Mit fünf steuerte Krizz Dallas die meisten Instrumentals bei, während Voddi vier Lieder produzierte. Drei Beats stammen von Johnny Illstrument und je zwei von Marvelous sowie Josen. Außerdem produzierten Psaiko Dino und Delicious je einen Song.

## Gastbeiträge
Auf zwei Liedern von Zwen sind neben den 257ers andere Künstler vertreten. So hat der Rapper Favorite einen Gastauftritt beim Song Kaputt und der Reggae-Sänger Ras Timbo ist im Track Raisabus zu hören.

## Titelliste
| #  | Titel                             | Gastbeiträge | Produzent          | Länge |
| -- | --------------------------------- | ------------ | ------------------ | ----- |
| 1  | Intro                             |              | Psaiko Dino        | 1:44  |
| 2  | 257 ist der Boss 2010             |              | Voddi              | 3:43  |
| 3  | Ihr hasst uns                     |              | Marvelous          | 4:16  |
| 4  | Blank                             |              | Krizz Dallas       | 3:40  |
| 5  | Drei rosa Schleifchen             |              | Voddi              | 4:25  |
| 6  | 16 Takte Keule                    |              | Voddi              | 1:03  |
| 7  | Akk! Skit                         |              |                    | 1:20  |
| 8  | Dark Side of Life                 |              | Krizz Dallas       | 3:17  |
| 9  | Kaputt                            | Favorite     | Josen              | 3:15  |
| 10 | Pädagogisch Wertvoll              |              | Voddi              | 3:26  |
| 11 | HRNSHN Skit                       |              |                    | 0:11  |
| 12 | 16 Takte Shneezin                 |              | Krizz Dallas       | 1:01  |
| 13 | Lisa                              |              | Johnny Illstrument | 3:43  |
| 14 | Du bist nicht allein              |              | Marvelous          | 3:24  |
| 15 | Klapse auf!                       |              | Krizz Dallas       | 3:44  |
| 16 | Ich geh heut mit deiner Perle     |              | Johnny Illstrument | 2:44  |
| 17 | HRNSHN Skit 2                     |              |                    | 0:08  |
| 18 | 16 Takte Mike                     |              | Johnny Illstrument | 0:59  |
| 19 | Unsere Arme sind schwach          |              | Delicious          | 3:32  |
| 20 | Raisabus                          | Ras Timbo    | Josen              | 2:46  |
| 21 | Das klärn wir vor der Tür Kollege |              | Krizz Dallas       | 3:28  |
| 22 | Outro                             |              |                    | 0:25  |

## Videos
Die Lieder 257 ist der Boss 2010, Drei rosa Schleifchen und Unsere Arme sind schwach wurden als Videos ausgekoppelt. Letzteres erschien dabei in der Video-Reihe Halt die Fresse von Aggro.TV.

## Rezeption
| Professionelle Bewertungen | Professionelle Bewertungen |
| -------------------------- | -------------------------- |
| Kritiken                   |                            |
| Quelle                     | Bewertung                  |
| rappers.in                 | [ 2 ]                      |

Die Internetseite rap.de kritisierte an Zwen vor allem die wenig vorhandene inhaltliche Vielfalt:

„Wenn man einen Tonträger der Jungs aus Essen in den Player schiebt, weiß man schon vorher genau, was man bekommt: Geisteskranke bis grenzgeniale Lines über verstörende bis beinahe eingängige Beats. Irgendwo zwischen Drogenpsychose, spätpubertärem Herumgealbere und Rap-ADHS. Wenig überraschend gestaltet sich dies auch auf der aktuellen Platte nicht anders. […] Musikalisch gestaltet sich das Ganze trotz den durchaus ansprechenden Produktionen […] relativ ähnlich und auch inhaltlich wird selten bis gar nicht von den großen Hauptthemenfeldern ‚Drogen‘, ‚Party‘, ‚Bitches‘ und ‚Wir sind zwar auch ein bisschen behindert, aber ihr noch viel mehr‘ abgewichen.“

Die Internetseite rappers.in bewertete Zwen mit fünf von möglichen sechs Punkten:

„Musikalisch präsentiert sich die Platte durchgehend gut. Abwechslungsreich, unkonventionell und dementsprechend passend zu den drei Essener Rappern. Wirklich eine hohe Dichte an hervorragenden Klangbildern. […] Nach mehrmaligem Hören kann ich "ZWEN" reflektierter betrachten und es ist nach wie vor zweifellos ein grandioses Album. Doch sein allgegenwärtiges Ohrwurmpotenzial hat auch den Malus, dass einem manche Hooks irgendwie auf die Nerven gehen.“